# الأفيون والعصا (رواية)
الأفيون والعصا هي رواية نُشرت عام 1965 للكاتب الجزائري مولود معمري الذي وُلد في الجزائر وعاش في الجزائر والمغرب وفرنسا. أُعيد نشر الرواية في باريس عام 1992، من دار ديسكفري للنشر (بالفرنسية: Éditions La Découverte) (ردمك 2-7071-2086-3). تُصنّف رواية ضمن الروايات الواقعية التي تصف أحداث الحرب الجزائرية.
أخرج أحمد راشدي فيلمًا مأخوذًا عن الكتاب عام 1971.

## دراسات نقدية
- سامسون، هيرفي (2013). دراسة نقدية لكتاب الأفيون والعصا للكاتب مولود العمري. باريس: دار أونور شامبيون.[3]